# HC Stadion Vrchlabí
HC Stadion Vrchlabí (celým názvem: Hockey Club Stadion Vrchlabí) je český klub ledního hokeje, který sídlí ve městě Vrchlabí v Královéhradeckém kraji. Založen byl v roce 1948 pod názvem TJ Stadion Vrchlabí. Svůj současný název nese od roku 2011. Od sezóny 2022/23 působí v 2. lize, třetí české nejvyšší soutěži ledního hokeje.
Oficiální klubové barvy nejsou pevně stanoveny. V současné době je používána červeno-modro-bílá kombinace, která vychází z firemních barev generálního partnera klubu. Tým většinou hraje základní část sezóny domácí zápasy v bílých a venkovní zápasy v modrých dresech, v nadstavbové části a play-off se kombinace otáčí. Dominantní modrá barva je nicméně jednou z nejtradičnějších klubových barev, v posledních třech desetiletích hrál klub domácí zápasy většinou v žluto-modrých dresech. V minulosti patřila k týmu také červeno-černá nebo bílo-zelená (partnerství s podnikem Státní lesy) kombinace. Do sezony 2017/18 vstoupil klub s novým logem.
Své domácí zápasy odehrává na zimním stadionu Vrchlabí s kapacitou 1 976 diváků. Největším úspěchem klubu bylo působení v 1. lize, kterou hrával od roku 2007 do roku 2011 a následně od roku 2020 do roku 2022 kdy odstoupil z Chance ligy. Nejznámějším odchovancem klubu je Jiří Jebavý, dřívější obránce HC Slavia Praha a účastník české nejvyšší soutěže v ledním hokeji.

## Historie
Hokejový oddíl byl ve Vrchlabí založen v roce 1948. Zpočátku se hrálo pouze na přírodním ledě s malou hráčskou základnou. S narůstající hokejovou kvalitou oddílu přišel konečně postup do oblastního přeboru východočeského kraje v roce 1968 – 1969. Přírodní kluziště bylo opuštěno v roce 1977, kdy byl otevřen současný zimní stadion. V roce 1997 klub opouští tělovýchovnou jednotu a je přejmenován na HC Vrchlabí. Zlom nastal v roce 2000, kdy bylo rozhodnuto o zastřešení stadionu, které bylo dokončeno v roce 2002. I díky tomu slavil klub již za tři roky postup do 2. ligy a za další dva dokonce do 1. ligy. V 1. lize dosáhl klub výborných výsledku a vždy postoupil do play-off. V roce 2011 však klub opustil hlavní sponzor a klub se tak musel přihlásit pouze do krajského přeboru, ze kterého se v roce 2013 vrátil zpět do 2. ligy. V sezóně 2019/20 se Vrchlabí podařilo vyhrát svojí skupinu a opět postoupit do první ligy a to i navzdory nemožnosti hrát play off kvůli pandemii covidu-19. Před sezonou 2022/23 byla ukončená spolupráce s extraligovým klubem HC Dynamo Pardubice, následně Vrchlabský klub informoval že nemá konkurenceschopný kádr pro fungování v první lize. Později byla potvrzená informace o výměně prvoligové licence do Pardubického B-týmu, který nejprve koupil druholigovou licenci od Dvoru Králové a následně výměna licenci s Vrchlabím.

## Historické názvy
Zdroj:
- 1948 – TJ Stadion Vrchlabí (Tělovýchovná jednota Stadion Vrchlabí)
- 1997 – HC Vrchlabí (Hockey Club Vrchlabí)
- 2011 – HC Stadion Vrchlabí (Hockey Club Stadion Vrchlabí)

## Úspěchy
- Postup do 2. ligy: 2004/05, 2012/13
- Postup do 1. ligy: 2006/07, 2019/20

## Přehled ligové účasti
Stručný přehled
Zdroj:
- 2003–2005: Královéhradecká a Pardubická krajská liga – sk. A (4. ligová  v České republice)
- 2005–2007: 2. liga – sk. Střed (3. ligová  v České republice)
- 2007–2011: 1. liga (2. ligová  v České republice)
- 2011–2013: Královéhradecká krajská liga (4. ligová  v České republice)
- 2013–2018: 2. liga – sk. Západ (3. ligová  v České republice)
- 2018–2019: 2. liga – sk. Střed (3. ligová  v České republice)
- 2019–2020: 2. liga – sk. Sever (3. ligová  v České republice)
- 2020–2022: 1. liga (2. ligová  v České republice)
- 2022–: 2. liga (3. ligová  v České republice)

Jednotlivé ročníky
Zdroj:
Legenda: ZČ - základní část, červené podbarvení - sestup, zelené podbarvení - postup, fialové podbarvení - reorganizace, změna skupiny či soutěže
| Česko (2003 –) |                                                   |           |           |                                                                 |                                       |
| Sezóny         | Soutěž                                            | Úroveň    | ZČ        | Play-off, nadstavba, sk. o udržení...                           | Poznámky                              |
| 2003/04        | Královéhradecká a Pardubická krajská liga – sk. A | 4. úroveň | 3. místo  | Finálová skupina (6. místo)                                     |                                       |
| 2004/05        | Královéhradecká a Pardubická krajská liga – sk. A | 4. úroveň | 1. místo  | Vítěz                                                           | Baráž                                 |
| 2005/06        | 2. liga – sk. Střed                               | 3. úroveň | 2. místo  | Čtvrtfinále (prohra 1:3 na zápasy s HC Benátky nad Jizerou)     |                                       |
| 2006/07        | 2. liga – sk. Střed                               | 3. úroveň | 1. místo  | Semifinále (výhra 3:1 na zápasy s HC Chrudim)                   | Postup                                |
| 2007/08        | 1. liga – sk. Západ                               | 2. úroveň | 4. místo  | Čtvrtfinále (prohra 1:4 na zápasy s KLH Chomutov)               | Reorganizace                          |
| 2008/09        | 1. liga                                           | 2. úroveň | 4. místo  | Čtvrtfinále (prohra 2:4 na zápasy s HC VCES Hradec Králové)     |                                       |
| 2009/10        | 1. liga                                           | 2. úroveň | 12. místo | Předkolo (prohra 2:3 na zápasy s SK Horácká Slavia Třebíč)      |                                       |
| 2010/11        | 1. liga                                           | 2. úroveň | 9. místo  | Čtvrtfinále (prohra 2:4 na zápasy s HC Slovan Ústečtí Lvi)      | Odstoupení ze soutěže                 |
| 2011/12        | Královéhradecká krajská liga                      | 4. úroveň | 2. místo  | Vítěz                                                           | Kvalifikace                           |
| 2012/13        | Královéhradecká krajská liga                      | 4. úroveň | 2. místo  | Vítěz                                                           | Kvalifikace                           |
| 2013/14        | 2. liga – sk. Západ                               | 3. úroveň | 6. místo  | Čtvrtfinále (prohra 0:3 na zápasy s SKLH Žďár nad Sázavou)      |                                       |
| 2014/15        | 2. liga – sk. Západ                               | 3. úroveň | 5. místo  | Osmifinále (prohra 0:3 na zápasy s HC Draci Bílina)             |                                       |
| 2015/16        | 2. liga – sk. Západ                               | 3. úroveň | 3. místo  | Čtvrtfinále (prohra 1:3 na zápasy s HC Vlci Jablonec nad Nisou) |                                       |
| 2016/17        | 2. liga – sk. Západ                               | 3. úroveň | 4. místo  | Čtvrtfinále (prohra 2:3 na zápasy s HC Kobra Praha)             |                                       |
| 2017/18        | 2. liga – sk. Západ                               | 3. úroveň | 3. místo  | Čtvrtfinále (prohra 1:3 na zápasy s HC Vlci Jablonec nad Nisou) | Změna skupiny                         |
| 2018/19        | 2. liga – sk. Střed                               | 3. úroveň | 1. místo  | Finále (prohra 2:3 na zápasy s HC Baník Sokolov)                | Změna skupiny                         |
| 2019/20        | 2. liga – sk. Sever                               | 3. úroveň | 1. místo  | play-off zrušeno kvůli pandemii covidu-19                       | Postup                                |
| 2020/21        | 1. liga                                           | 2. úroveň | 4. místo  | Čtvrtfinále (prohra 2:4 na zápasy s VHK ROBE Vsetín)            |                                       |
| 2021/22        | 1. liga                                           | 2. úroveň | 11. místo | Ne                                                              | Výměna prvoligové licence do Pardubic |
| 2022/23        | 2. liga – sk. Západ                               | 3. úroveň | 6. místo  | Čtvrtfinále (prohra 1:3 na zápasy s HC Letci Letňany)           |                                       |
| 2023/24        | 2. liga – sk. Západ                               | 3. úroveň | 6. místo  | Osmifinále (prohra 0:3 na zápasy s HC Baník Příbram)            |                                       |
| 2024/25        | 2. liga – sk. Západ                               | 3. úroveň | 3. místo  | Čtvrtfinále (prohra 2:3 na zápasy s HC Příbram)                 |                                       |

## Sezóna 2019/2020
HC Stadion Vrchlabí angažuje významné hráče Českého a Evropského hokeje, reprezentanty a Mistry Světa v ledním hokeji, hráče NHL, KHL a Tipsport Extraligy např.: Jan Hlaváč, Jaroslav Bednář, Petr Sýkora, Jiří Vašíček, Tomáš Rolinek a další.